# Мария Милославская
Мария Илинична Милославская (1625 – 1669) е руска царица, първа съпруга на цар Алексей и майка на цар Фьодор III и цар Иван V.

## Живот
Мария Милославская е дъщеря на благородника Иля Данилович Милославски.
През 1648 г. цар Алексей навършва подходяща за женене възраст. Той трябвало да си избере съпруга измежду хиляди благородни момичета. Селекцията е направена от възпитателя му, Борис Морозов, който урежда царят да се ожени за Мария Милославская, а самият той се жени за сестра ѝ Анна. Друга сестра на Мария е омъжена за княз Димитрий Долгоруков.

Бракът между Алексей и Мария увеличава влиянието на Борис Морозов в двора и особено на Иля Милославски, който получава титлата боляр и става една от най-влиятелните фигури в руския царски двор в периода от 1648 до смъртта си през 1668 г.

## Деца
Мария Милославская ражда на цар Алексей тринадесет деца:
- Царевич Дмитри Алексеевич (1648 – 1649)
- Царевна Евдокия Алексеевна (1650 – 1712)
- Царевна Марфа Алексеевна (1652 – 1707)
- Царевич Алексей Алексеевич (1654 – 1670)
- Царевна Анна Алексеевна (1655 – 1659)

- Царевна София Алексеевна (1657 – 1704) – регент на цар Иван V и цар Петър I
- Царевна Екатерина Алексеевна (1658 – 1718)
- Царевна Мария Алексеевна (1660 – 1723)
- Фьодор III (1661 – 1682)
- Царевна Фьодора Алексеевна (1662 – 1713)
- Симеон (1665 – 1669)
- Иван V (1666 – 1696)
- Царевна Евдокия Алексеевна (1669 – 1669)